# Liste der Biografien/Laue
Liste der Biografien |
Portal Biografien |
Personensuche
# |
A |
B |
C |
D |
E |
F |
G |
H |
I |
J |
K |
L |
M |
N |
O |
P |
Q |
R |
S |
T |
U |
V |
W |
X |
Y |
Z |
?
 
La |
Lb |
Lc |
Le |
Lg |
Lh |
Li |
Lj |
Ll |
Lm |
Lo |
Lp |
Lt |
Lu |
Lv |
Lw |
Lx |
Ly |
Lz
 
Laa |
Lab |
Lac |
Lad |
Lae–Lah |
Lai |
Laj |
Lak |
Lal |
Lam |
Lan |
Lao |
Lap |
Laq |
Lar |
Las |
Lat |
Lau |
Lav |
Law |
Lax |
Lay |
Laz
 
Laua |
Laub |
Lauc |
Laud |
Laue |
Lauf |
Laug |
Lauh |
Laui |
Lauj |
Lauk |
Laul |
Laum |
Laun |
Laup |
Laur |
Laus |
Laut |
Lauv |
Lauw |
Laux |
Lauz
Die Liste der Biografien führt alle Personen auf, die in der deutschsprachigen Wikipedia einen Artikel haben. Dieses ist eine Teilliste mit 132 Einträgen von Personen, deren Namen mit den Buchstaben „Laue“ beginnt.

## Laue
- Laue, Komponist des späten Barock am Übergang zur frühen Klassik
- Laue, Anna (* 1986), deutsche Fußballspielerin
- Laue, Carl Ernst (1790–1860), deutscher Hofmusiker und Instrumentenmacher in Neustrelitz
- Laué, Christian Friedrich († 1813), Schweizer Textilfachmann
- Laue, Dieter (* 1950), deutscher Maler
- Laue, Dietmar (* 1940), deutscher Arzt und Politiker (DDR-CDU, CDU), MdL
- Laue, Ernst (1922–2022), deutscher Heimatforscher
- Laue, Friedrich Wilhelm von (1796–1862), preußischer Generalmajor, Kommandant von Saarlouis
- Laue, Hans von (1829–1913), preußischer Generalleutnant
- Laue, Heinrich (1877–1963), deutscher Politiker (DHP, NLP, FDP), MdHB
- Laue, Josephin (* 2001), deutsche Skispringerin
- Laue, Karl (1906–1968), deutscher Sportfunktionär, Präsident des Niedersächsischen Fußballverbandes, Aufsichtsratsvorsitzender
- Laue, Kurt (* 1922), deutscher Fußballtorhüter
- Laue, Lena-Sophie (* 1997), deutsche Politikerin (CDU), MdL
- Laue, Mara (* 1958), deutsche Autorin
- Laue, Martin (* 1984), deutscher Schauspieler
- Laue, Max von (1879–1960), deutscher Physiker und Kristallograph, Nobelpreis für Physik 1914Max von Laue (1879–1960)

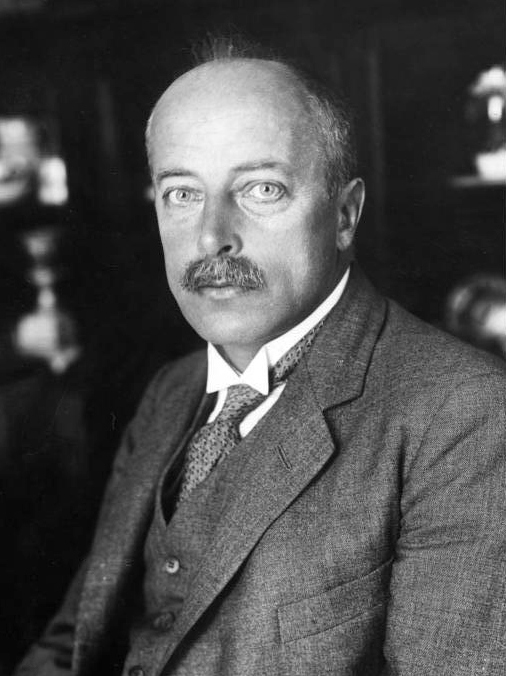
Max von Laue (1879–1960)

- Laue, Otto (1875–1933), deutscher Politiker
- Laue, Theodor (1893–1953), deutscher Kaufmann und Politiker
- Laue, Theodore H. von (1916–2000), US-amerikanischer Historiker deutscher Herkunft
- Laue, Walter (1905–1960), deutscher kommunistischer Widerstandskämpfer und politischer KZ-Häftling
- Laue, Wolfgang (1929–1996), deutscher Offizier, zuletzt Konteradmiral

### Lauen
- Lauenberger, Janko (* 1976), deutscher Musiker
- Lauenburg, Ariane, deutsche Journalistin
- Lauenburg, Heinrich (1832–1890), deutscher Architekt und Bauunternehmer
- Lauenburger, Erna (1920–1944), deutsche Sintezza
- Lauener, Alain (* 1986), Schweizer Bahn- und Straßenradrennfahrer
- Lauener, Fred (* 1959), Schweizer Journalist
- Lauener, Henri (1933–2002), Schweizer Philosoph
- Lauener, Kuno (* 1961), Schweizer Sänger und Songschreiber
- Lauener, Paul (1887–1983), Schweizer Hygieniker
- Lauener, Stefan (1898–1988), Schweizer Skisportler
- Lauener, Tina (* 2000), Schweizer Unihockeyspielerin
- Lauenroth, Bruno (1906–1971), deutscher Sozialdemokrat und Widerstandskämpfer gegen den Nationalsozialismus
- Lauenroth, Ernst (1912–1993), deutscher Grafiker
- Lauenroth, Frank (* 1963), deutscher Autor
- Lauenroth, Hartmut (1950–2020), deutscher Historiker
- Lauenroth, Heinz (1910–1991), deutscher Kommunalpolitiker (SPD) und Autor
- Lauenroth, Julian (* 1992), deutscher Handballspieler
- Lauenstein, Carl (1850–1915), deutscher Mediziner und Chirurg
- Lauenstein, Carl (1919–2009), deutscher Politiker (DP), MdL
- Lauenstein, Christoph (* 1962), deutscher FilmemacherChristoph Lauenstein (* 1962)

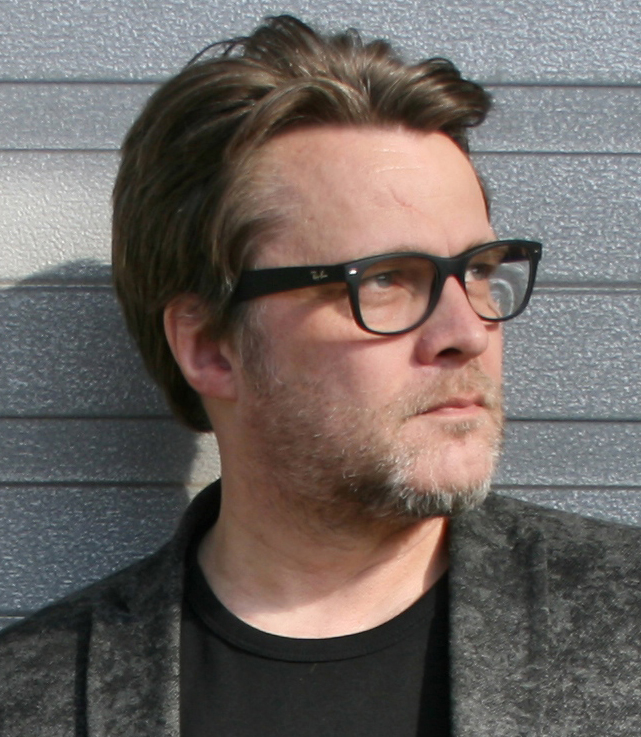
Christoph Lauenstein (* 1962)

- Lauenstein, Diether (1914–1990), deutscher Theologe, Indologe und Pfarrer der Christengemeinschaft
- Lauenstein, Dietrich (1874–1943), deutscher Germanist, Lehrer und Schulleiter
- Lauenstein, Heinrich (1835–1910), deutscher Maler und Hochschullehrer
- Lauenstein, Joachim Barward (1698–1746), deutscher lutherischer Geistlicher, Regionalhistoriker
- Lauenstein, Johann Dietrich (1893–1973), deutscher Jurist und Ministerialbeamter
- Lauenstein, Johann Dietrich Christian (1776–1843), deutscher evangelischer Pastor, Superintendent und Schriftsteller
- Lauenstein, Jonas (* 1987), deutscher Schauspieler
- Lauenstein, Marc (* 1980), Schweizer Orientierungsläufer
- Lauenstein, Mercedes (* 1988), deutsche Journalistin und Schriftstellerin
- Lauenstein, Nico (* 1986), deutscher Fußballtorwart
- Lauenstein, Otto (1829–1902), deutscher Jurist und Politiker
- Lauenstein, Otto von (1857–1916), preußischer Generalleutnant und Führer des XXXIX. Reserve-Korps im Ersten Weltkrieg
- Lauenstein, Paula (1898–1980), deutsche Malerin und Zeichnerin
- Lauenstein, Tilly (1916–2002), deutsche Bühnen- und Filmschauspielerin sowie Synchronsprecherin
- Lauenstein, Wolfgang (* 1962), deutscher Filmemacher

### Lauer
- Lauer von Münchhofen, Adolf (1795–1874), preußischer Generalmajor und Kommandeur der 6. Kavallerie-Brigade
- Lauer von Münchhofen, Adolf Julius (1755–1831), preußischer Beamter, Schlossherr und Ahnherr der Familie Lauer von Münchhofen
- Lauer, Alfons (1957–2015), deutscher Jurist und Kommunalpolitiker (SPD)
- Lauer, Aloys (1833–1901), deutscher Geistlicher, römisch-katholischer Ordenspriester
- Lauer, Amalie (1882–1950), deutsche katholische Sozialpolitikerin (Zentrum), MdL
- Lauer, Andrew (* 1965), US-amerikanischer Schauspieler
- Lauer, Bernd (* 1959), deutscher Fußballspieler
- Lauer, Bernhard (1867–1927), deutscher Politiker (SPD), MdL
- Lauer, Bernhard (* 1954), deutscher Sprach- und Literaturwissenschaftler sowie Museumsdirektor
- Lauer, Chaim (1876–1945), Schweizer und deutscher Rabbiner
- Lauer, Christian (* 1980), deutscher Sportschütze
- Lauer, Christof (* 1953), deutscher Jazz-Saxophonist
- Lauer, Christopher (* 1984), deutscher Politiker (Piratenpartei, SPD), MdAChristopher Lauer (* 1984)

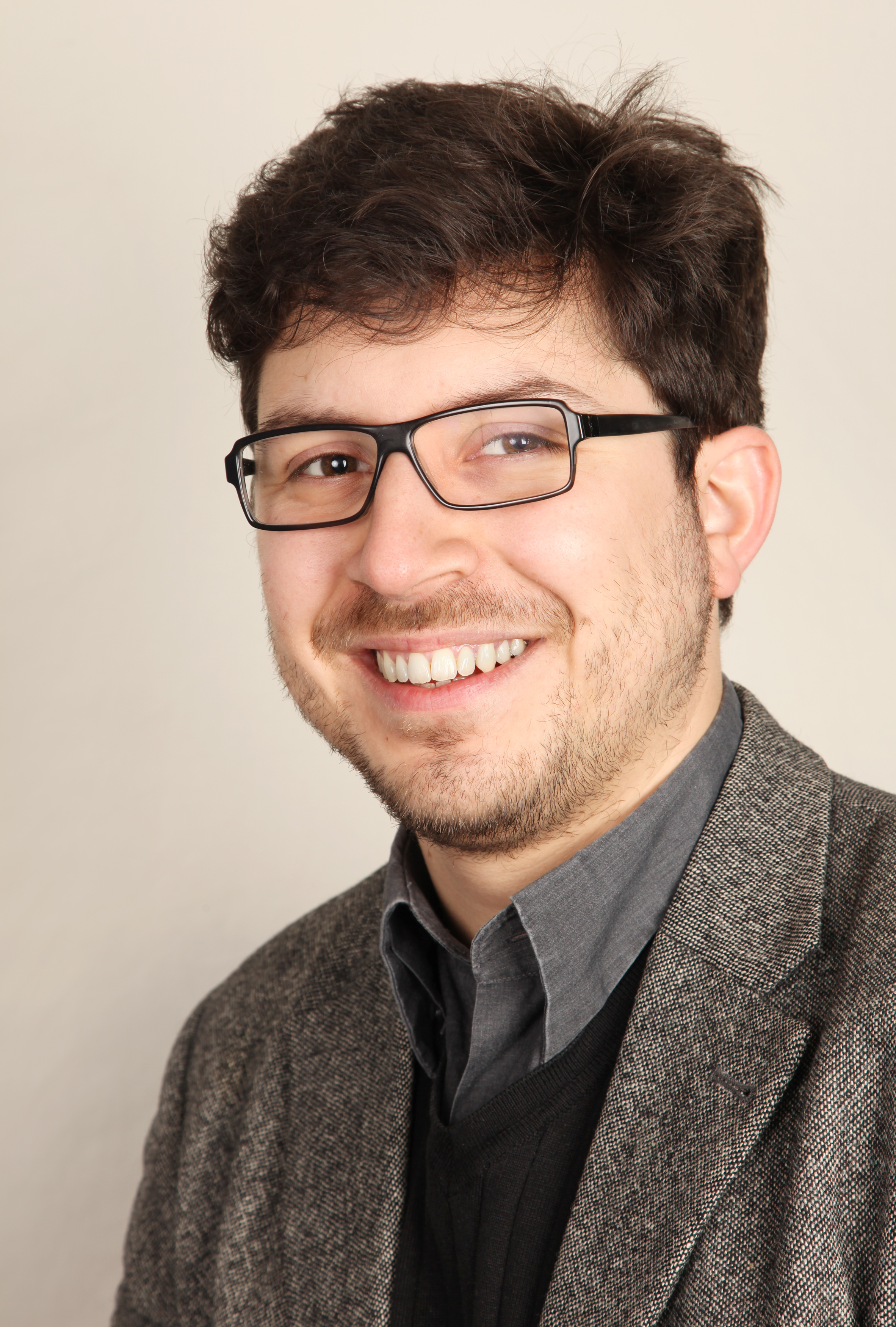
Christopher Lauer (* 1984)

- Lauer, David D. (1939–2014), deutscher Bildhauer und Professor für Bildhauerei
- Lauer, Dittmar (* 1937), deutscher Architekt und Heimatforscher
- Lauer, Dutch (1898–1978), US-amerikanischer Footballspieler
- Lauer, Eberhard (* 1956), deutscher Organist und Kirchenmusiker
- Lauer, Ella (1940–2022), deutsche Tischtennisspielerin und -funktionärin
- Lauer, Franz von (1736–1803), k. k. Feldzeugmeister und Kommandeur des Maria-Theresia-Ordens
- Lauer, Fred (1898–1960), US-amerikanischer Wasserballspieler
- Lauer, Friedrich (1793–1873), deutscher Unternehmer und Politiker
- Lauer, Georg, Inkunabeldrucker
- Lauer, Gerhard (* 1962), deutscher Literaturwissenschaftler
- Lauer, Gustav von (1808–1889), preußischer Generalarzt, Generalleutnant und Leibarzt von Kaiser Wilhelm I.
- Lauer, Hans Albert (1942–2021), deutscher Politiker (SPD), MdL
- Lauer, Hans Christoph, deutscher Goldschmied, Silberarbeiter und Münzmeister in Nürnberg
- Lauer, Hans Hugo (1934–2012), deutscher Medizinhistoriker und Mediziner
- Lauer, Heinrich (1816–1896), Gutsbesitzer und Mitglied der kurhessischen Ständeversammlung
- Lauer, Heinrich (1934–2010), deutscher Journalist und Publizist
- Lauer, Herbert (1946–2021), deutscher Politiker, Oberbürgermeister von Bamberg
- Lauer, Hermann (1870–1930), deutscher Theologe, Journalist, Kirchenhistoriker und Heimatforscher
- Lauer, Hilde (* 1943), rumänische Kanutin
- Lauer, Hubert (1897–1959), deutscher Verwaltungsführer im KZ Sachsenhausen
- Lauer, Jean (1916–1995), französischer Fußballspieler
- Lauer, Jean-Philippe (1902–2001), französischer Ägyptologe
- Lauer, Johann Heinrich (1768–1842), deutscher Gutsbesitzer und Abgeordneter
- Lauer, Johannes (* 1982), deutscher Jazzmusiker und Komponist
- Lauer, Josef (1818–1881), österreichischer Stilllebenmaler
- Lauer, Joseph von (1769–1848), k. k. Feldzeugmeister und Ritter des Maria-Theresia-Ordens
- Lauer, Julius Franz (1819–1850), deutscher Klassischer Philologe und Hochschullehrer
- Lauer, Karl Fritz (1938–2018), deutscher Phytopathologe und Herbologe
- Lauer, Katrin (* 1975), deutsche Sängerin, Musikerin und Songwriterin christlicher Popmusik
- Lauer, Kurt (* 1923), deutscher Angehöriger der Wachmannschaft im KZ Ravensbrück
- Lauer, Kurt (* 1945), deutscher Maler und Jazzmusiker in der Schweiz
- Lauer, Martin (1937–2019), deutscher Leichtathlet, Olympiasieger und SchlagersängerMartin Lauer (1937–2019)

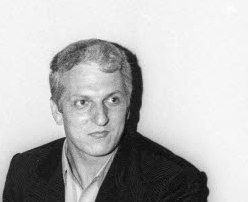
Martin Lauer (1937–2019)

- Lauer, Nikolaus (1753–1824), deutscher Porträtmaler
- Lauer, Nikolaus (1897–1980), deutscher katholischer Theologe
- Lauer, Otto (1908–1971), deutscher Kaufmann und Politiker (CDU, SPD), MdL Baden-Württemberg
- Lauer, Patrik (* 1964), deutscher Politiker (SPD) und Landrat
- Lauer, Philippe (1874–1953), französischer Bibliothekar und Historiker
- Lauer, Reinhard (* 1935), deutscher Slawist
- Lauer, Rolf (1931–1986), deutscher Kunstturner
- Lauer, Rolf (* 1944), deutscher Kunsthistoriker
- Lauer, Svaen, deutscher Sänger
- Lauer, Walter (1896–1974), deutscher Historiker und Archivleiter
- Lauer, Walter E. (1893–1966), US-amerikanischer Offizier, Generalmajor der US-Army
- Lauer, Waltraud (1926–2003), deutsche Politikerin (SPD), MdL
- Lauer, Wilhelm (1923–2007), deutscher Geograph und Klimatologe
- Lauer-Münchhofen, Veronika von (* 1964), deutsche Schauspielerin, Tänzerin und Choreografin
- Lauerbach, Erwin (1925–2000), deutscher Lehrer und Politiker (CSU), MdL und Staatssekretär
- Lauerer, Hans (1884–1953), Rektor der Diakonie Neuendettelsau, Pfarrer der Evangelisch-Lutherischen Kirche in Bayern
- Lauerer, Michael (1821–1908), deutscher Politiker, Mitglied der Bayerischen Abgeordnetenkammer
- Lauerer, Toni (* 1959), deutscher Autor und Kabarettist
- Lauermann, Alfons (1924–1991), deutscher Politiker (CDU), MdL
- Lauermann, Curt (1892–1977), deutscher Drehbuchautor und Schauspieler bei Bühne, Film und Fernsehen
- Lauermann, Ernst (* 1952), österreichischer Archäologe
- Lauermann, Herbert (* 1955), österreichischer Komponist
- Lauermann, Lukas (* 1985), österreichischer Cellist und Klanggestalter
- Lauermann, Manfred (* 1947), deutscher Sozialwissenschaftler, Ideengeschichtler und Linksintellektueller
- Lauermanová, Eva (* 1931), tschechoslowakische Skilangläuferin
- Lauerová, Jana, tschechische Ökonomin und Schauspielerin
- Lauerová, Miloslava (* 1978), tschechische Volleyballspielerin und -trainerin
- Lauersen, Walther (1906–2007), deutscher Wirtschaftswissenschaftler
- Lauerwald, Wolfgang (* 1955), deutscher Arzt und Politiker (AfD), MdLWolfgang Lauerwald (* 1955)

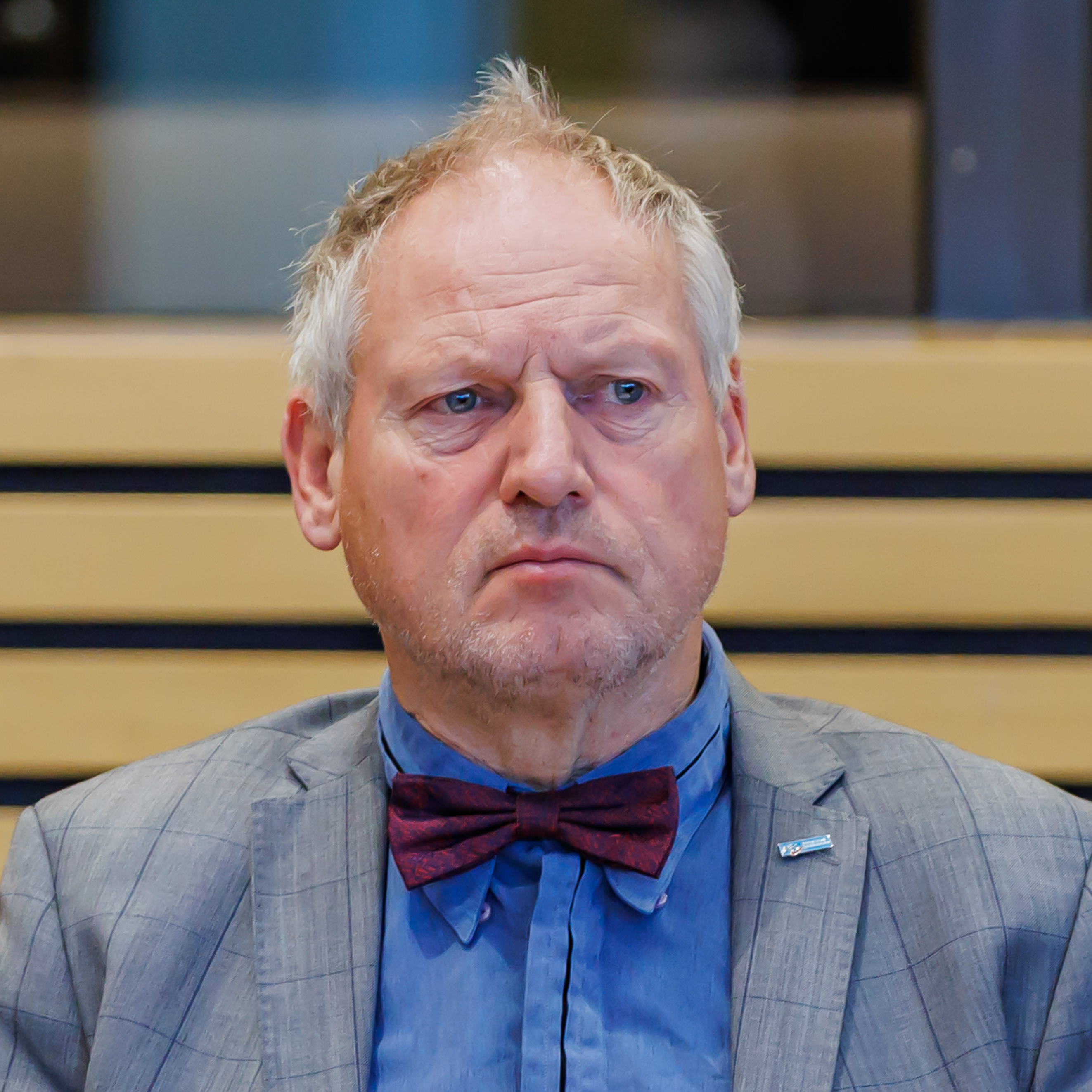
Wolfgang Lauerwald (* 1955)

### Laues
- Lauesen, Marcus (1907–1975), dänischer Schriftsteller